# Spektr-R
Spektr-R (o RadioAstron) és un radiotelescopi orbitador, i és el major telescopi espacial en òrbita després del seu llançament el 18 de juliol de 2011.

## Resum

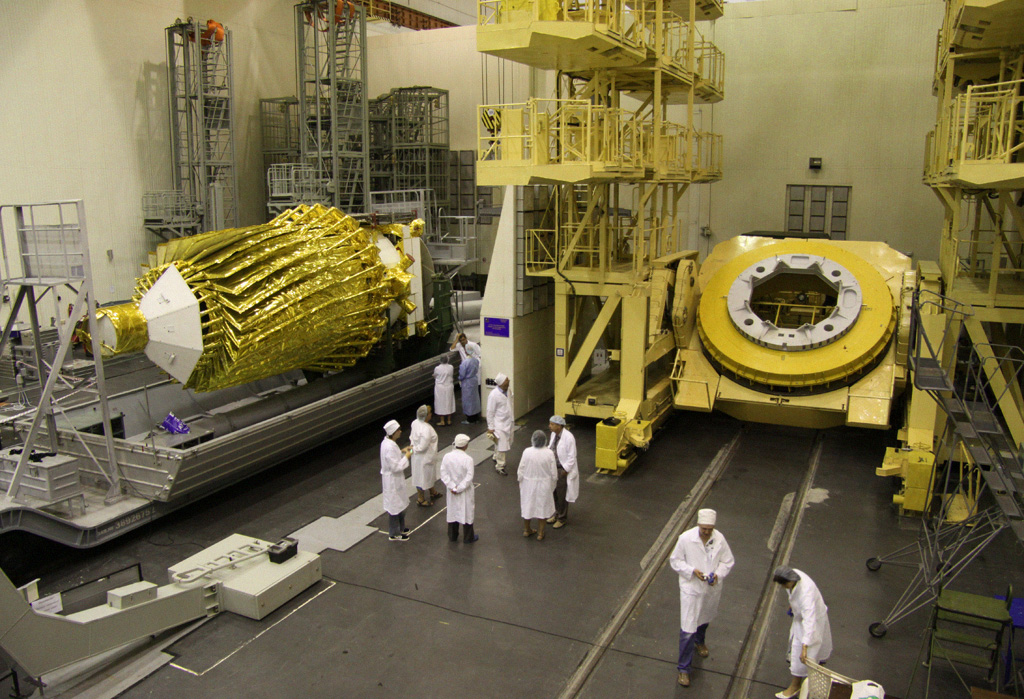
Spektr-R en la integració i proves en el complex Launch Pad No.31, al Centre Espacial Baikonur el juliol de 2011

El projecte Spektr-R és finançat per l'Astro Space Center de Rússia, i es va posar en òrbita terrestre el 18 de juliol de 2011, amb un perigeu de 10.000 km i un apogeu de 390.000 km, unes 700 vegades l'altura orbital del Telescopi espacial Hubble. L'objectiu científic principal de la missió és l'estudi d'objectes astronòmics amb una resolució angular fins a unes poques milionèsimes d'un segon d'arc. Això s'aconsegueix mitjançant l'ús del satèl·lit juntament amb els observatoris terrestres i tècniques d'interferometria.
Spektr-R és un dels instruments al programa RadioAstron, una xarxa internacional d'observatoris dirigit pel Astro Space Center de l'Institut de Física Lebedev.
El telescopi està dissenyat per observacions ràdioastrofísiques d'objectes extragalàctics amb ultra-alta resolució, així com la investigació de les característiques dels propers a la Terra i el plasma interplanetari. La molt alta potència de resolució angular s'aconseguirà quan s'utilitza juntament amb un sistema basat en terra de ràdiotelescopis i mètodes interferomètrics, que operen a longituds d'ona d'1,35–6,0, 18,0 i 92,0 cm. Amb els seus companys terrestres, es formarà una xarxa capaç de proporcionar imatges detallades de l'univers a 1.000 vegades la resolució assolible utilitzada el Telescopi espacial Hubble. Un cop a l'espai, el component principal en forma de flor va obrir els seus 27 'pètals' en 30 minuts.
En el llançament, la massa de la nau era sobre els 5.000 kg. Va ser llançat des del Cosmòdrom de Baikonur el 18 de juliol de 2011 a les 6:31 a.m. MSK per un Zenit-3M amb un tram superior Fregat-SB.

## Galeria
|  |  | Enllaç de video |